# Igor Kourtchatov
« Kourtchatov » redirige ici.  Pour la ville de Russie, voir Kourtchatov (Russie). Pour la ville du Kazakhstan, voir Kourtchatov (Kazakhstan).
Igor Vassilievitch Kourtchatov (en russe : Игорь Васильевич Курчатов), né le 8 janvier 1903 à Simski Zavod (Empire russe) et mort le 7 février 1960 à Moscou, est un physicien soviétique. Il dirige le projet de bombe atomique soviétique.

## Biographie
Kourtchatov naît à Simski Zavod, dans le gouvernement d'Oufa (aujourd'hui ville de Sim, oblast de Tcheliabinsk). Il étudie la physique à l'Université d'État de Crimée, et la construction navale à l'université polytechnique de Pétrograd. En 1925, il passe à l'institut physico-technique, où il travaille sous la direction d'Abram Ioffé sur divers problèmes liés à la radioactivité.
En 1932, il reçoit des fonds pour son équipe de recherche en science nucléaire, qui construit le premier cyclotron d'URSS le 21 septembre 1939.
Igor Kourtchatov et son élève Gueorgui Fliorov découvrent les idées de base de la réaction en chaîne de l'uranium, et le concept de réacteur nucléaire dans les années 1930. En 1942, Kourtchatov déclara : « Dans la fission des noyaux d'un kilogramme d'uranium, l'énergie relâchée doit être égale à l'explosion de 20 000 tonnes de TNT. » Cette annonce sera vérifiée en pratique lors du bombardement atomique d'Hiroshima.
Après l'invasion de l'Union soviétique par l'Allemagne nazie, en juin 1941, Kourtchatov change de sujet de recherches. Il travaille d'abord sur la protection des bateaux contre les mines magnétiques, puis sur le blindage des chars de combat. En 1943, le NKVD obtient la copie d'un rapport secret britannique de la commission MAUD concernant la faisabilité d'armes nucléaires, ce qui conduit Staline à décider le début d'un programme nucléaire soviétique, mais avec des moyens très limités. Ioffe recommande Kourtchatov à Molotov et Kourtchatov est nommé, un peu plus tard la même année, directeur du programme en formation.

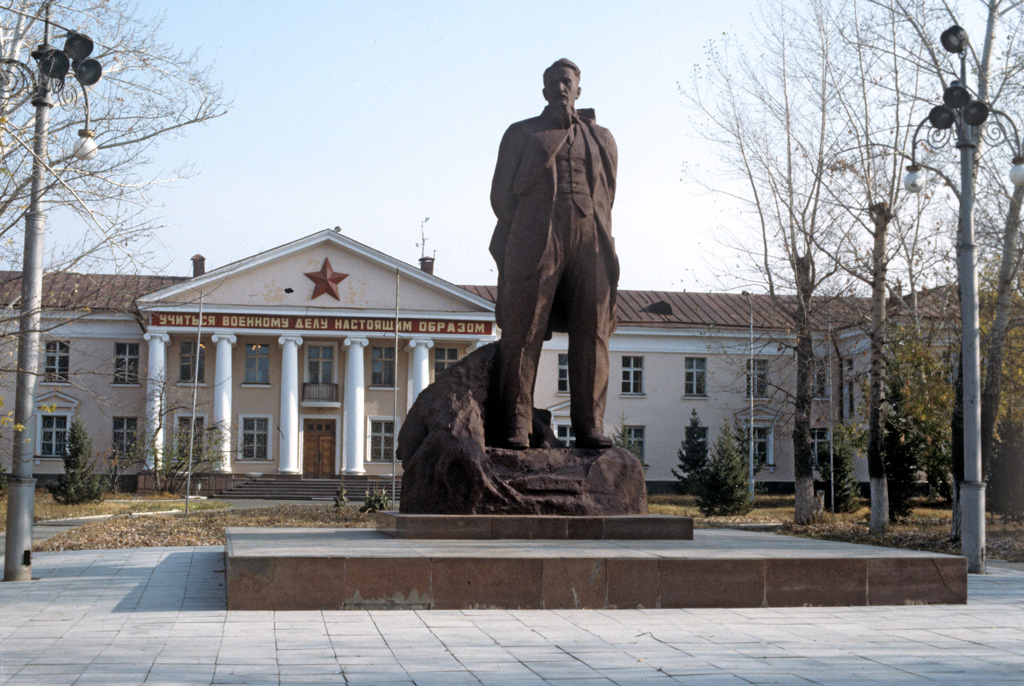
Statue de Kourtchatov sur le site de Semipalatinsk.

Le projet de bombe atomique soviétique reste de relativement faible priorité, jusqu'à ce que l'information par l'espion Klaus Fuchs, puis la destruction d'Hiroshima et de Nagasaki poussent Staline à agir. Il donne l'ordre à Kourtchatov de produire une bombe pour 1948, et nomme l'impitoyable Lavrenti Beria directeur du projet. Le projet occupe la ville de Sarov dans la région de Gorki (aujourd'hui oblast de Nijni Novgorod) sur la Volga, et la renomme Arzamas-16. L'équipe (qui comprend d'autres scientifiques nucléaires soviétiques renommés, comme Iouli Khariton et Iakov Zeldovitch) est aidée tant par des publications du gouvernement des États-Unis que par des informations supplémentaires venant de Fuchs. Mais Kourtchatov et Beria (craignant que ces informations ne soient que de la désinformation) insistent pour que leurs physiciens refassent tous les tests par eux-mêmes ; Beria, en particulier, utilise les renseignements comme une vérification externe des résultats de ses équipes.
Le 29 août 1949, l'équipe fait exploser « Premier éclair », son dispositif test initial (une bombe à implosion au plutonium) sur le polygone nucléaire de Semipalatinsk. Kourtchatov fera plus tard la remarque que son principal sentiment à ce moment fut le soulagement, parce qu'il était convaincu que, si l'arme n'avait pas fonctionné, Staline l'aurait fait fusiller.
Plus tard, Kourtchatov travailla sur le programme soviétique de bombe H (1953), mais ensuite il travailla sur les usages pacifiques de la technologie nucléaire et fit une campagne contre les tests de bombes atomiques.
Pendant le programme de la bombe A, Kourtchatov jura qu'il ne se couperait pas la barbe avant le succès, mais il continuera à arborer toute la vie une grande barbe (souvent coupée de façon excentrique), ce qui lui valut le surnom de « La barbe ». 
En 1956, il fonde l'institut de recherche nucléaire NIIAR à Dimitrovgrad.
Kourtchatov meurt à Moscou en 1960 d'une thrombose cérébrale. Il est inhumé dans la nécropole du mur du Kremlin, un honneur réservé aux plus éminentes personnalités de l'Union soviétique.